# Амамбай
Амамбай (ісп. Amambay) — один з департаментів Парагваю, охоплює територію площею 12 933 км². Населення становить 114 917 осіб (2002), адміністративний центр — місто Педро-Хуан-Кабальєро.

## Географія і клімат
Межує з департаментами Консепсьйон (на заході), Сан-Педро (на південному заході) і Каніндею (на півдні), а також з Бразилією (на півночі і сході).
Територія провінції пролягає на висоті 300–400 м над рівнем моря, досягаючи 700 м (пагорб Пунта-Пора). На півночі кордон з Бразилією проходить по річці Апа, серед інших річок можна відзначити Акідабан, що має кілька невеликих приток. В Амамбаї також знаходиться водоспад Агуарай. 
Середньорічна температура становить 21 °C, досягаючи 35 °C влітку і опускаючись до −1 °C взимку. Найбільш дощові місяці — з січня по березень.
На території департаменту розкинувся національний парк Серро-Кора, площею 12 га, створений у 1976 році.

## Адміністративний поділ

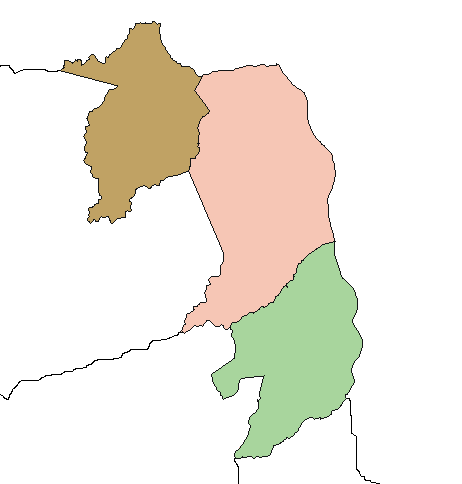
Округи департаменту Амамбай.

| № | Округу                                      | Площа, км² | Населення, осіб (2002) |
| - | ------------------------------------------- | ---------- | ---------------------- |
| 1 | Бела-Віста (Bella Vista)                    | 3901       | 9611                   |
| 2 | Капітан-Бадо (Capitán Bado)                 | 3294       | 17117                  |
| 3 | Педро-Хуан-Кабальєро (Pedro Juan Caballero) | 3047       | 75109                  |
| 4 | Санха-Пьіта (Zanja Pytá)                    | 2691       | 13080                  |

## Економіка
Важливим фактором в економіці регіону є торгівля, головним чином завдяки прикордонному положенню з Бразилією. Розвинене розведення великої рогатої худоби. Основні сільськогосподарські культури: бавовна, рис, банани, кава, цукрова тростина, лимони, кукурудза, овочі та ін.
Є підприємства з виробництва кераміки, а також підприємства харчової та молочної промисловості.